# Liste der Premierminister von Guyana
Diese Liste umfasst die Premierminister von Guyana.

Siegel des Premierminister von Guyana

| Name               | Lebensdaten | Amtszeit                           |
| ------------------ | ----------- | ---------------------------------- |
| Forbes Burnham     | 1923–1985   | 26. Mai 1966 – 6. Oktober 1980     |
| Ptolemy Reid       | 1918–2003   | 6. Oktober 1980 – 16. Oktober 1984 |
| Hugh Desmond Hoyte | 1929–2002   | 16. August 1984 – 6. August 1985   |
| Hamilton Green     | * 1934      | 6. August 1985 – 9. Oktober 1992   |
| Sam Hinds          | * 1943      | 9. Oktober 1992 – 7. März 1997     |
| Janet Jagan        | 1920–2009   | 17. März 1997 – 22. Dezember 1997  |
| Sam Hinds          | s. o.       | 22. Dezember 1997 – 9. August 1999 |
| Bharrat Jagdeo     | * 1964      | 9. August 1999 – 11. August 1999   |
| Sam Hinds          | s. o.       | 11. August 1999 – 20. Mai 2015     |
| Moses Nagamootoo   | * 1947      | 20. Mai 2015 – 2. August 2020      |
| Mark Phillips      | * 1961      | 2. August 2020 – amtierend         |